# Secret of the Wings
Bí mật của đôi cánh (tên tiếng Anh: Secret of the Wings; tên khác: Tinker Bell: Secret of the Wings) là một bộ phim Hoạt hình máy tính kỳ ảo năm 2012, và là bộ phim thứ 4 trong các phim Disney Fairies, do DisneyToon Studios sản xuất. Phim xoay quanh Tinker Bell,một nhân vật tiên nữ do J. M. Barrie tạo ra trong vở kịch, Peter Pan, or The Boy Who Wouldn't Grow Up, và được minh họa trong hàng loạt các tác phẩm hoạt hình của Disney. Bộ phim kể về chuyến phiêu lưu của Tinker Bell tới Winter Woods và gặp người chị em song sinh, Periwinkle, một nàng tiên băng giá. Phim được Peggy Holmes và Bobs Gannaway đạo diễn. Lồng tiếng có các diễn viên Mae Whitman, Lucy Liu, Megan Hilty, Raven-Symoné và Angela Bartys, ngoài ra còn có Matt Lanter, Timothy Dalton, Lucy Hale và Debby Ryan, với Anjelica Huston dẫn chuyện.